# 1922 في البرازيل
فيما يلي قوائم الأحداث التي وقعت خلال عام 1922 في البرازيل.

## سياسة

### تعيين في المنصب
- 15 نوفمبر – أرتر برنارديس رئيس البرازيل.

## رياضة
- 1 يناير – كأس أمريكا الجنوبية 1922

## مواليد

### يناير
- 7 يناير – فرانسيسكو أرامبورو لاعب كرة قدم برازيلي.

### أبريل
- 26 أبريل – إدوارد هاغينز جونستون

### أغسطس
- 2 أغسطس – روي كامبوس لاعب كرة قدم برازيلي.

### نوفمبر
- 8 نوفمبر – ألديمير مينديز لاعب كرة قدم برازيلي.